# روبرت ستيرن
روبرت ستيرن (بالإنجليزية: Robert Stern)‏‏ (1 فبراير 1934 - 29 أغسطس 2018) هو معلم موسيقى وملحن أمريكي.

## روابط خارجية
- روبرت ستيرن على موقع IMDb (الإنجليزية)
- روبرت ستيرن على موقع ميوزك برينز (الإنجليزية)
- روبرت ستيرن على موقع ديسكوغز (الإنجليزية)